# Europese kampioenschappen powerlifting
De Europese kampioenschappen powerlifting zijn door de European Powerlifting Federation (EPF) georganiseerde kampioenschappen voor powerlifters.

## Edities
| Editie | Jaar | Locatie                          |
| ------ | ---- | -------------------------------- |
| 1e     | 1978 | Birmingham (Verenigd Koninkrijk) |
| 2e     | 1979 | Huskvarna (Zweden)               |
| 3e     | 1980 | Zürich (Zwitserland)             |
| 4e     | 1981 | Parma (Italië)                   |
| 5e     | 1982 | München (BRD)                    |
| 6e     | 1983 | Mariehamn (Finland)              |
| 7e     | 1984 | Fredrikstad (Noorwegen)          |
| 8e     | 1985 | Den Haag (Nederland)             |
| 9e     | 1986 | Stockholm (Zweden)               |
| 10e    | 1987 | Birmingham (Verenigd Koninkrijk) |
| 11e    | 1988 | Murnau am Staffelsee (BRD)       |
| 12e    | 1989 | Lahti (Finland)                  |
| 13e    | 1990 | Reykjavik (IJsland)              |
| 14e    | 1991 | Kapelle (Frankrijk)              |
| 15e    | 1992 | Horsens (Denemarken)             |
| 16e    | 1993 | Wemding (Duitsland)              |
| 17e    | 1994 | Piteå (Zweden)                   |
| 18e    | 1995 | Moskou (Rusland)                 |
| 19e    | 1996 | Siófok (Hongarije)               |
| 20e    | 1997 | Birmingham (Verenigd Koninkrijk) |
| 21e    | 1998 | Sotkamo (Finland)                |
| 22e    | 1999 | Pułtusk (Polen)                  |
| 23e    | 2000 | Riesa (Duitsland)                |
| 24e    | 2001 | Syktyvkar (Rusland)              |
| 25e    | 2002 | Eskilstuna (Zweden)              |
| 26e    | 2003 | Sofia (Bulgarije)                |
| 27e    | 2004 | Nymburk (Tsjechië)               |
| 28e    | 2005 | Hamm (Luxemburg)                 |

| Editie | Jaar | Locatie                          |
| ------ | ---- | -------------------------------- |
| 1e     | 1983 | Darmstadt (BRD)                  |
| 2e     | 1984 | Metz (Frankrijk)                 |
| 3e     | 1985 | Dordrecht (Nederland)            |
| 4e     | 1986 | Luxemburg (Luxemburg)            |
| 5e     | 1987 | Jönköping (Zweden)               |
| 6e     | 1988 | Brussel (België)                 |
| 7e     | 1989 | Komen-Waasten (België)           |
| 8e     | 1990 | Madrid (Spanje)                  |
| 9e     | 1991 | Mo i Rana (Noorwegen)            |
| 10e    | 1992 | Uppsala (Zweden)                 |
| 11e    | 1993 | Darmstadt (Duitsland)            |
| 12e    | 1994 | Orosháza (Hongarije)             |
| 13e    | 1995 | Manchester (Verenigd Koninkrijk) |
| 14e    | 1996 | Erba (Italië)                    |
| 15e    | 1997 | Fredrikstad (Noorwegen)          |
| 16e    | 1998 | Tsjerkasy (Oekraïne)             |
| 17e    | 1999 | Saint-Priest (Frankrijk)         |
| 18e    | 2000 | Hamm (Luxemburg)                 |
| 19e    | 2001 | Frýdlant (Tsjechië)              |
| 20e    | 2002 | Laukaa (Finland)                 |
| 21e    | 2003 | Trenčín (Slowakije)              |
| 22e    | 2004 | Trenčín (Slowakije)              |
| 23e    | 2005 | Orosháza (Hongarije)             |

| Editie | Jaar | Locatie                  |
| ------ | ---- | ------------------------ |
| 29e    | 2006 | Prostějov (Tsjechië)     |
| 30e    | 2007 | Kościan (Polen)          |
| 21e    | 2008 | Frýdek-Místek (Tsjechië) |
| 32e    | 2009 | Ylitornio (Finland)      |
| 33e    | 2010 | Köping (Zweden)          |
| 34e    | 2011 | Pilsen (Tsjechië)        |
| 35e    | 2012 | Marioepol (Oekraïne)     |
| 36e    | 2013 | Pilsen (Tsjechië)        |
| 37e    | 2014 | Sofia (Bulgarije)        |
| 38e    | 2015 | Chemnitz (Duitsland)     |
| 39e    | 2016 | Pilsen (Tsjechië)        |
| 40e    | 2017 | Moskou (Rusland)         |
| 41e    | 2018 | Kaunas (Litouwen)        |
| 42e    | 2019 | Kaunas (Litouwen)        |
| 43e    | 2020 | Warschau (Polen)         |
| 44e    | 2021 | Västerås (Zweden)        |
| 45e    | 2022 | Skierniewice (Polen)     |
| 46e    | 2023 | Boedapest (Hongarije)    |